# 格拉扎尼塞
格拉扎尼塞（義大利語：Grazzanise），是意大利卡塞塔省的一个市镇。总面积46.99平方公里，人口6833人，人口密度145.4人/平方公里（2009年）。ISTAT代码为061042。